# Paixão e Sombras
Paixão e Sombras és una pel·lícula dramàtica brasilera de 1977, dirigida per Walter Hugo Khouri. Fou exhibida com a part de la selecció oficial del Festival Internacional de Cinema de Sant Sebastià 1977.

## Sinopsi
És la història d'un director de cinema perplex per la feina feta, confós des d'un punt de vista existencial i indecís quant als camins a seguir, a causa de les creixents dificultats a què s'enfronta l'exercici de la seva activitat creativa. A l'estudi on va rodar gairebé totes les seves pel·lícules, el cineasta viu el drama de saber que l'edifici es convertirà en un supermercat. L'actriu que l'acompanya no està decidida entre la televisió i el cinema. A causa de la televisió, no farà la pel·lícula per a la qual és essencial la seva presència.

## Repartiment[3]
- Lilian Lemmertz... Lena
- Fernando Amaral… Marcelo
- Monique Lafond... Ana
- Carlos Bucka... Maquinista
- Salma Buzzar
- Angela Matos
- Nelson Morrisson
- Aldine Müller...Candidata a Actriu
- Mii Saki
- Lázaro Santos
- Liza Vieira... Candidata a Actriu